# Р-2А

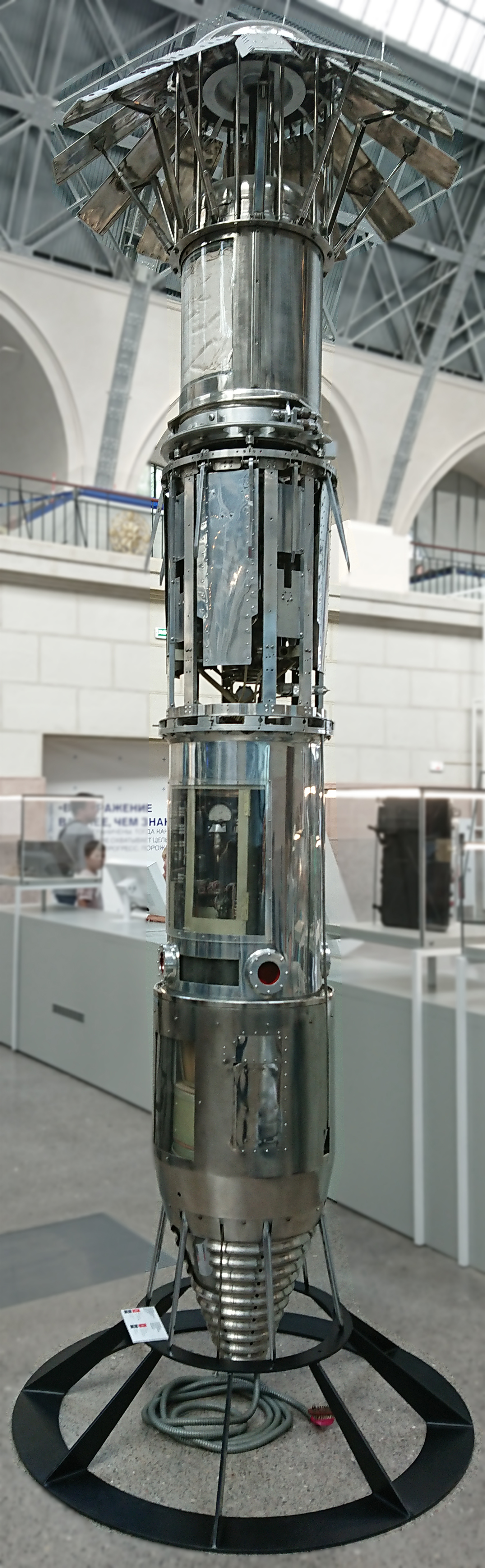
Боковой приборный контейнер геофизической ракеты В-2А. Модель 1:1

Ракета Р-2А (В-2А, 2ВА) - одна из первых советских геофизических ракет.

## История создания
Создана на базе разработанной под руководством С. П. Королёва в ОКБ-1 советской баллистической ракеты дальнего действия Р-2.
Ракета Р-2А была предназначена для проведения комплекса исследований и экспериментальных работ на высоте порядка 200 км:
1. исследование химического состава воздуха и измерение давления воздуха на высотах 150—200 км;
2. регистрация ультрафиолетовой радиации Солнца в области лаймановской серии водорода (900—1200 ангстрем) и фотографирование окружающего пространства;
3. исследование возможности выживания и жизнедеятельности животных при подъеме их на ракете на 200 км;
4. изучение влияния на живой организм состояние невесомости
5. испытание системы спасения головной части;
6. определение физических процессов в ионосфере и плотности ионизации на высотах 150—200 км.

Кроме того, на ракете устанавливалась аппаратура и датчики телеизмерений СТК по специально разработанной программе.

## Пуски

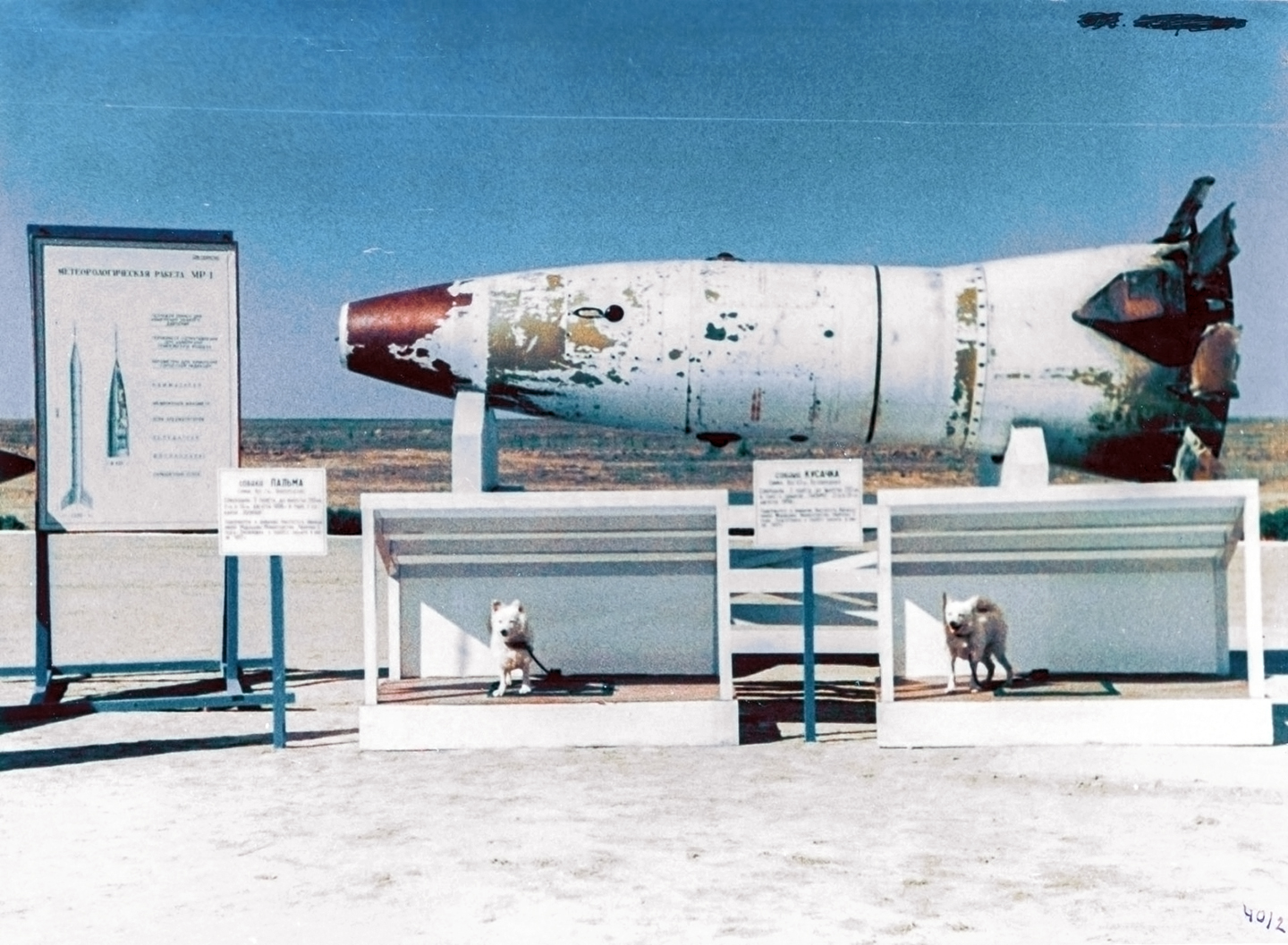
Ракета Р-2А с двумя собаками-испытателями (Пальма и Кусачка) на полигоне Капустин Яр

Особенно интенсивные высотные  исследования  проводились  в 1957г.  по  программе Международного геофизического года (МГГ). Первый пуск ракеты Р-2А был  произведен 16 мая 1957  года  в 5ч.15мин. Ракета  с  подвижными животными (две собаки Рыжая и Дамка) и аппаратурой поднялась на высоту 210 км. В мае был ещё один пуск Р-2А.  Ещё три ракеты — в августе-сентябре того же года.
До сентября 1957 года было в общей сложности 5 пусков ракет Р-2А. 
Пуски двух ракет Р-2А состоялись в августе 1958 г.
В последующем испытания ракет Р-2А  по  этой  программе  проводились до 1960 года. За это время был произведен пуск еще 6 ракет Р-2А. 
Всего с полигона Капустин Яр в 1957-1960 гг. было выполнено тринадцать пусков ракет Р-2А, из них одиннадцать успешных на высоту около  200 км.
В процессе этих испытаний полеты на высоту свыше 200  км  в  отсеках  ракеты  совершали  собаки Белка, Жучка, Кусачка (она  же  впоследствии названная Отважной,  так  как поднималась  в  стратосферу 4 раза).  Все  исследования  и работы  по  пускам  ракет  по  программе  МГГ  проводились  под руководством  комиссии  под председательством  академика генерал-лейтенанта  Благонравова А.А.
Успешные пуски с полигона Капустин Яр:
- 16.05.1957 06:18
- 24.05.1957 Собаки погибли из-за разгерметизации кабины.
- 25.08.1957 06:22
- 31.08.1957
- 06.09.1957
- 02.08.1958
- 13.08.1958
- 02.07.1959 06:40
- 10.07.1959 04:12
- 15.06.1960
- 24.06.1960

Во всех пусках кроме 24.05.1957 животные спасены.

## Технические характеристики
| Стартовая масса                        | 20 685 кг                           |
| Масса незаправленной ракеты            | 5080 кг                             |
| Двигатель                              | ЖРД РД-101                          |
| Тяга двигателя у Земли/в вакууме       | 37 тс/41,2 тс                       |
| Удельный импульс у Земли/в вакууме     | 210 с/237 с                         |
| Компоненты топлива                     | 92 % этиловый спирт-жидкий кислород |
| Масса спасаемой головной части         | 1340 кг                             |
| Масса контейнеров                      | 400 кг                              |
| Общая масса экспериментальных систем   | 1145 кг                             |
| Длина (полная)                         | 19980 мм                            |
| Диаметр корпуса                        | 1650 мм                             |
| Размах стабилизаторов                  | 3654 мм                             |
| Скорость в момент выключения двигателя | 2050 м/с                            |
| Высота подъёма                         | 209 км                              |